# Paese del silenzio e dell'oscurità
Paese del silenzio e dell'oscurità (Land des Schweigens und der Dunkelheit) è un film del 1971 diretto da Werner Herzog.
Il film è un documentario incentrato sulla vita dei sordo-ciechi, girato prevalentemente in Baviera, e che vede come figura centrale una donna matura, divenuta sordo-cieca a seguito di un grave trauma infantile.
Fu presentato alla Quinzaine des Réalisateurs del 25º Festival di Cannes.

## Trama
I ricordi di infanzia di una donna tedesca di 56 anni sono accompagnati da immagini a colori e in bianco e nero e da una scritta ("Dalla vita della sordocieca Fini Straubinger") che chiarisce subito il soggetto del film. Poco dopo è esplicitamente spiegato che la Signora Straubinger è stata nominata dalla lega per i ciechi di occuparsi della situazione e dei problemi dei sordociechi in Baviera. La particolarità di questa donna è data dal fatto che i suoi handicap sono insorti gradualmente, in giovane età, a seguito di una brutta caduta. A differenza dunque della maggior parte dei sordociechi che sono tali dalla nascita, lei è in grado di parlare e descrivere il suo stato. Dunque, è a tutti gli effetti una sorta di interprete che può aiutare gli altri a comprendere un mondo sconosciuto.
Su una panchina in un giardino siedono tre donne che comunicano tra di loro attraverso il metodo Lormen. Si tratta di un alfabeto digitale che necessita del contatto mani con mani. Le donne si scambiano impressioni sulla propria esperienza, anche questa tattile, avuta poco tempo prima dal contatto con alcuni piccoli animali imbalsamati.
Quindi assistiamo a Fini e alla sua cara amica Julchen in volo per la prima volta sulle Alpi innevate a bordo di un piccolo aereo. Sulle note di Bach la gioia e la forte emozione che traspare dai loro volti e dal loro gesticolare è palpabile.
Fini descrive poi la sua condizione di sordocieca. La sordità per lei non è silenzio ma un continuo fruscio, e la cecità è fatta di colori monocromi che si alternano, non solo di oscurità.
Per il suo 56º compleanno Fini invita i suoi amici più cari. Ogni invitato ha un accompagnatore che traduce ogni cosa che viene detta e tutto ciò che accade. Alla fine di un pranzo, si recano tutti insieme in un grande giardino botanico al coperto. La sala dei cactus è una vera goduria sensoriale per Fini.
Il documentario segue Fini nelle sue visite verso sordociechi meno indipendenti di lei, parzialmente o del tutto esclusi dalla possibilità di comunicare con le persone. Fino ad arrivare al Centro di rieducazione di Hannover dove fin da bambini si cerca di sviluppare le capacità sensoriali e di relazione col mondo esterno dei soggetti con questi handicap. Dalle lezioni per decifrare la voce delle persone attraverso le vibrazioni delle labbra, all'approccio con lo stare in acqua all'interno di una piscina. Uno dei problemi che viene spesso riscontrato è la difficoltà di insegnare ai bambini concetti astratti, come "buono" o "cattivo", che vengono attribuiti ad azioni concrete per poi essere compresi.
Alternata a questi incontri, nel tentativo di portare una possibilità di contatto con qualcuno che sappia comprenderli e ridurre la solitudine a cui sono spesso lasciate queste persone, è l'esperienza di un gruppo di sordociechi in uno zoo. Entrando in contatto diretto con animali come scimmie, elefanti, cerbiatti e caprette a cui danno da mangiare o che possono tenere fra le loro braccia.
L'ultimo incontro di Fini è con un uomo che ha vissuto per cinque anni in una stalla insieme al bestiame, rifiutato dalla società perché sordocieco, ha abbandonato l'uso del linguaggio vocale. Durante la visita l'uomo preferisce camminare solo sulle foglie di un prato, fino a incontrare i rami di un albero e quasi abbracciarlo fisicamente.

## Produzione
Le riprese furono effettuate fra l'ottobre 1970 e il gennaio 1971 tra Monaco, Hannover, Baviera, e Bassa Sassonia. Il costo fu di circa 40.000 DM.

## Distribuzione
Fu proiettato per la prima volta l'8 ottobre 1971 al Festival di Mannheim.
In Italia è stato distribuito in DVD dalla Ripley's Home Video (con La difesa esemplare della fortezza di Deutschkreutz, Ultime parole e Provvedimenti contro i fanatici).

## Accoglienza
Questo documentario “umanistico”, generalmente ben criticato, può essere considerato una fonte, un archivio di immagini, di tematiche, delle quali il regista bavarese farà tesoro e che dilaterà in opere successive quali: La grande estasi dell'intagliatore Steiner, L'enigma di Kaspar Hauser e Fitzcarraldo.
Come spesso accade nel lavoro sui documentari di Herzog, molte situazioni a cui il regista si dedica a stretto contatto con persone e situazioni reali, forniranno lo spunto per i suoi lungometraggi a soggetto. Se è vero che anche in questi documentari la verità è portata su un piano di intensificazione, ovvero che le tracce di reale sono potenziate con momenti inventati, è vero che nei suoi film a sceneggiatura, spesso assistiamo alla messa in scena di un fatto accaduto.

## Riconoscimenti
- 1971 - Mannheim-Heidelberg International Filmfestival
  - Interfilm Award - a pari merito con Where Our Strength Lies.